# Islands anslutning till Europeiska unionen
Islands anslutning till Europeiska unionen påbörjades den 16 juli 2009, när Island ansökte om medlemskap i Europeiska unionen, men avbröts den 13 september 2013 på begäran av den isländska regeringen. Den 12 mars 2015 meddelade Islands utrikesminister att ansökan hade dragits tillbaka.
Island ansökte om medlemskap i Europeiska unionen den 16 juli 2009. Landets ansökan godkändes av Europeiska rådet den 27 juli och skickades på remiss till Europeiska kommissionen för analys av hur väl Island stod inför medlemskapsförhandlingarna. EU:s toppmöte tillät i juni 2010 medlemskapsförhandlingar att startas och definierade Island som ett kandidatland. Islands regering hade som mål att gå med i unionen år 2012, och medlemskapet är planerat att bli föremål för en folkomröstning på Island. Dock har förhandlingarna gått mycket långsammare än tänkt, och de frystes tills vidare i maj 2013.
Som en del av Europeiska ekonomiska samarbetsområdet är Island redan en del av EU:s inre marknad, vilket avlägsnat tullarna och harmoniserat handels- och produktregler gentemot andra medlemmar som deltar i Europeiska ekonomiska samarbetsområdet. Island är även medlem i Schengenområdet och associerad medlem i Schengensamarbetet, vilket avlägsnar gränskontrollerna vid de inre gränserna mellan medlemsstaterna.
Mer än hälften av Islands export är fisk och skaldjur. EU-medlemmar ingår i den gemensamma fiskeripolitiken som innebär att fiskevattnen anses gemensamma och kvoter hanteras centralt. Det är en nackdel för länder med mycket fiskevatten att delta i detta, vilket också fått Norge, Färöarna och Grönland att avstå medlemskap. Island hoppades få ett undantag från detta, men EU visade inte vilja till det, och intresset svalnade i Island.

## Bakgrund
Island är inte medlem i EU men är tillsammans med Norge, Schweiz och Liechtenstein med i Europeiska frihandelssammanslutningen (EFTA). År 1994 signerade Island tillsammans med de andra medlemmarna i EFTA, utom Schweiz som förkastade avtalet efter en folkomröstning, EES-avtalet med EU. Detta skapades för att ge EFTA-länderna möjlighet att delta i den gemensamma Europeiska marknaden, utan att behöva bli medlemmar i EU. Sekretariatet för EFTA i Bryssel rapporterade år 2005 att Island hade antagit cirka 6,5 procent av EU:s regler. Detta hade skett på grund av att de antagit EES.
Från 1995 till 2007 var den konservativa koalitionsregeringen bestående av de konservativa Självständighetspartiet (Sjálfstæðisflokkurinn) och det liberala Framsóknarflokkurinn (Framstegspartiet) emot att gå med i EU, medan det socialdemokratiska oppositionspartiet Enhetsfronten (Samfylkingin) stödde en medlemsansökan.
Efter valet 2007 bildade Självständighetspartiet och Enhetsfronten en ny koalition med en policy av att inte ansöka om medlemskap, men att sätta upp en speciell kommitté för att väga fördelarna och nackdelarna med ett medlemskap i EU.

## Effekterna av 2008-2009 års finanskris
Den tidigare isländska statsministern Halldór Ásgrímsson förutspådde den 8 februari 2006 att landet skulle komma att vara medlem i EU år 2015. Han lade till att den avgörande faktorn kommer att vara framtiden och storleken på Euroområdet, särskilt om Danmark, Sverige och Storbritannien kommer att ha övergått till att använda euron som valuta eller inte. Hans förutsägelser mötte inte något större stöd på Island utan han mottog tvärtom mycket kritik, inte minst från personer i hans egen regering.
Den förra statsministern, Geir H. Haarde, har vid ett flertal tillfällen sagt sig vara emot ett medlemskap i EU, både som utrikesminister under Halldór Ásgrímsson och efter att själv ha tillträtt sitt ämbete som statsminister. Som svar på Halldór Ásgrímssons tidigare förutsägelser sa Haarde "Jag delar inte den ståndpunkten. Vår policy är att inte gå med inom överskådlig framtid. Vi undersöker inte ens ett medlemskap". Vid ett tal vid en konferens på Islands universitet den 31 mars 2006 upprepade Geir Haarde vad han sagt vid ett flertal tidigare tillfällen: att inget speciellt isländskt intresse krävde ett medlemskap i EU. I samma tal utvecklade han även i detalj varför det inte var i Islands intresse av att införa euron.
 Vid ett möte med partimedlemmar den 17 maj 2008 sade Geir Haarde att enligt hans mening övervägde kostnaden för att gå med i EU helt enkelt fördelarna, och därför stödde han inte ett medlemskap.
I oktober 2008, under förhandlingar om att ta hem delar av Islands pensionsfonder som investerats utomlands - Island har blivit synnerligen hårt drabbade av den globala finanskrisen som började i september 2008 - krävde EU att Island skulle ansöka om medlemskap i utbyte mot stöd från unionen. Den 30 oktober 2008 sade Þorgerður Katrín Gunnarsdóttir (som då var utbildningsminister) att "Island måste definiera sina långsiktiga nationella intressen och en del av det är en revidering av valutasystemet, inkluderat en möjlig EU-ansökan", och att en medlemsansökan behövde diskuteras inom en tidsperiod av veckor, snarare än månader.
Några dagar senare, den 17 november 2008 gick Självständighetspartiet ut med att de skulle genomföra sin partikongress i januari 2009, istället för hösten 2009. Detta skulle göras för att åter ta möjligheten om att ansöka om medlemskap under förnyat övervägande. Efter att två parlamentsledamöter som varit emot EU avgått (inklusive partiledaren) och ersatts av två EU-positiva parlamentsledamöter gick även Framstegspartiet ut med att de skulle komma att hålla sin partikongress tidigare.

## Förändringar i de politiska partiernas policy gentemot EU efter valet 2009
Islands finansminister, Steingrimur Sigfusson, sade innan landets första val efter det att banksystemet kollapsat år 2008, att ett beslut att gå med i EU och eurosamarbetet måste tas av folket och inte av ett parti. Uttalandet om vikten av folklig förankring kom tillsammans med en varning om att EU-medlemskapets vara eller icke vara var det största hotet mot en stabil regeringskoalition. Enhetsfronten stödjer ett medlemskap medan Vänsterpartiet – de gröna, som Sigfusson tillhör, har ställt sig mer tveksamma.
Vid valet till Alltinget 2009, som följde på Islands finanskris, hade Framstegspartiet ändrat sig till att stödja ett medlemskap i EU medan Självständighetspartiet begärde att en folkomröstning skulle hållas innan förhandlingarna påbörjades. Enhetsfronten förde fram ett anslutande till EU som en av sina nyckelfråga i sin kampanj.
Efter att de EU-vänliga Enhetsfronten vunnit valet till Alltinget talade statsministern  Jóhanna Sigurðardóttir om en omedelbar ansökan till Europeiska unionen och införande av euron inom fyra år, för att hantera landets skuldsättning.
I slutet av april 2009 tillkännagav Storbritannien, en medlem i EU med vilken Island haft en lång historia av dispyter gällande fiske och territorialvatten, stödde landets ansökan till EU.

## 2009 års parlamentära debatt
I början av maj 2009 läcktes information till pressen om att frågan om ett EU-medlemskap sannolikt skulle komma att lämnas till parlamentet där Enhetsfronten, Framstegspartiet samt Borgarahreyfingin redan hade tillräckligt med säten för att godkänna ansökan. Sigmundur Davíð Gunnlaugsson, ledaren för Framstegspartiet,  uttalade sig dock kraftfullt emot teorin om att hans parti skulle komma att stödja regeringen in denna fråga. Den vänster-gröna koalitionspartnern (som är emot EU) accepterade dock att utrikesministern under våren 2010 skulle komma att presentera en proposition för parlamentet gällande samtalen med EU.
Den 10 maj 2009 gick statsministern Jóhanna Sigurðardóttir ut med att regeringen planerade skrida framåt i förhandlingarna med EU snabbare än vad som tidigare antagits. Hon avslöjade att en motion skulle presenteras för parlamentet den 15 maj 2009, vilken skulle komma att godkänna medlemskapsförhandlingar med EU. Hon sade även att hon var övertygad om att lagstiftningen skulle gå igenom då hon hade bakom sig en majoritet i parlamentet i frågan, trots den officiella ståndpunkten från en av hennes koalitionspartners i frågan. Hon fortsatte med att berätta att hon räknade med att en officiell ansökan skulle läggas fram innan juli 2009. Detta skulle ha lett till att Island skulle ha kunna gå med i EU samtidigt som Kroatien, år 2011. Det var även vad som förutspåtts av EU-kommissionären för utvidgningsfrågor Olli Rehn. Regeringen sade även att det hela skulle komma att läggas fram för en omröstning när väl ett avtal om medlemskap förhandlats fram.
Motionen om att ansöka om medlemskap presenterades officiellt i parlamentet den 25 maj 2009. En omröstning i frågan skulle komma att hållas den 13 juli, men sköts fram till den 16 juli. Till att börja med röstades ett förslag från Självständighetspartiet om att hålla en folkomröstning i frågan ned med röstsiffrorna 32 mot 30 och en som lade ned sin röst. Därefter röstades Enhetsfrontens förslag om att ansöka om medlemskap omedelbart igenom med röstsiffrorna 33 mot 28 och två som lade ned sina röster.

### De politiska partiernas ställning gällande ansökan om medlemskap
| Grupp                    | Parti | Parti                     | Ställningstagande | Huvudargument angivet på partiets webbsida |
| ------------------------ | ----- | ------------------------- | ----------------- | --- |
| Regering                 |       | Enhetsfronten             | Ja                | "Vi vill ansöka om ett medlemskap och starta förhandlingarna. Vi kommer att sträva efter nationell enighet i denna fråga och använda en nationell folkomröstning som högsta domstol." |
| Regering                 |       | Vänsterpartiet – de gröna | Nej               | "Ett EU-medlemskap skulle minska Islands självständighet ännu mer än EES-avtalet gör och hota Islands kontroll över sina resurser"                                                    |
| Opposition               |       | Självständighetspartiet   | Nej               | "Självständighetspartiet anser att Islands intressen bäst säkras genom att förbli utanför EU medan man för en nära och sund dialog med unionen baserad på EES-avtalet."               |
| Opposition               |       | Framstegspartiet          | Ja                | "...om privat- och affärsrättigheter skyddas, särskilt vad gäller fiske och jordbruk; och om unionen vill samtala är vi öppna och demokratiska."                                      |
| Opposition               |       | Borgarahreyfingin         | Ja                | [ 38 ] |
| Inga platser i Alltinget |       | Liberala partiet          | Nej               | Partiets EU-hållning bestämdes genom en medlemsomröstning i januari 2009. |

## Den allmänna opinionen
Ett flertal opinionsundersökning har genomförts för att undersöka vad Islands befolkning anser om att påbörja förhandlingar, gå med i EU och införa euron (och därigenom bli en del av euroområdet). 
| Datum             | Undersökare                                                | Fråga                          | Ja    | Nej   | Osäker |
| ----------------- | ---------------------------------------------------------- | ------------------------------ | ----- | ----- | ------ |
| Augusti 2005      | Capacent-Gallup for The Federation of Icelandic Industries | Påbörja förhandlingar          | 55%   | 37%   | 8%     |
| Augusti 2005      | Capacent-Gallup for The Federation of Icelandic Industries | Gå med                         | 43%   | 37%   | 20%    |
| Augusti 2005      | Capacent-Gallup for The Federation of Icelandic Industries | Införa euron                   | 37%   | 54%   | 9%     |
| Februari 2006     | Fréttablaðið                                               | Gå med                         | 34%   | 42%   | 24%    |
| September 2007    | Capacent-Gallup                                            | Påbörja förhandlingar          | 59%   | 26%   | 15%    |
| September 2007    | Capacent-Gallup                                            | Gå med                         | 48%   | 34%   | 18%    |
| September 2007    | Capacent-Gallup                                            | Införa euron                   | 53%   | 37%   | 10%    |
| Februari 2008     | Fréttablaðið                                               | Gå med                         | 55,1% | 44,9% | -      |
| Februari 2008     | Fréttablaðið                                               | Fler anledningar än förra året | 54,7% | 7,3%  | 38,1%  |
| 24 november 2008  | Fréttablaðið                                               | Ansökan                        | 60%   | 40%   | -      |
| Januari 2009      | [ 45 ]                                                     | Gå med                         | 38%   | 38%   | 24%    |
| Januari 2009      | [ 46 ]                                                     | Ansökan                        | 40%   | 60%   | -      |
| Mars 2009         | [ 47 ]                                                     | Påbörja förhandlingar          | 64%   | 28%   | 8%     |
| 5 maj 2009        | Capacent Gallup                                            | Påbörja förhandlingar          | 61%   | 27%   | 12%    |
| 5 maj 2009        | Capacent Gallup                                            | Gå med                         | 39%   | 39%   | 22%    |
| 30 juli 2009      | Fréttablaðið                                               | Påbörja förhandlingar          | 51%   | 36%   | 13%    |
| 4 augusti 2009    | Capacent Gallup                                            | Gå med                         | 34,7% | 48,5% | 16,9%  |
| 15 september 2009 | Capacent Gallup                                            | Gå med                         | 32,7% | 50,2% | 17%    |
| 5 november 2009   | Bifrösts universitet forskningsinstitut                    | Gå med                         | 29,0% | 54%   | 17%    |
| 5 november 2009   | Bifrösts universitet forskningsinstitut                    | Påbörja förhandlingar          | 50,1% | 42,7% | 7,2%   |
| 28 februari 2010  | Capacent Gallup                                            | Gå med                         | 33,3% | 55,9% | 10,8%  |
| 5 mars 2010       | Capacent Gallup                                            | Gå med                         | 24,4% | 60%   | 15,5%  |
| 5 mars 2010       | Capacent Gallup                                            | Om det vore folkomröstning nu? | 30,5% | 69,4% | 0%     |
| 14 juni 2010      | MMR                                                        | Dra tillbaka ansökan till EU   | 57,6% | 24,3% | 18,1%  |
| 6 juli 2010       | Capacent Gallup                                            | Gå med                         | 26%   | 60%   | 14%    |
| 2 september 2010  | Capacent Gallup                                            | Påbörja förhandlingar          | 38,8% | 45,5% | 15,7%  |
| 29 september 2010 | Fréttablaðið                                               | Fortsätta med förhandlingar    | 64,2% | 32,8% | 3%     |
| 24 januari 2011   | Fréttablaðið                                               | Fortsätta med förhandlingar    | 65,4% | 34,6% | 0%     |
| 10 mars 2011      | Capacent Gallup                                            | Gå med                         | 31,4% | 50,5% | 18%    |
| 19 januari 2012   | Capacent Gallup                                            | Gå med                         | 31,5% | 53,5% | 15%    |
| 15 oktober 2012   | Capacent Gallup                                            | Gå med                         | 27,3% | 57,6% | 15%    |
| 6 mars 2013       | Capacent Gallup                                            | Gå med                         | 25,1% | 58,5% | 16,5%  |

Enligt Eurobarometer 73, som publicerades i augusti 2010, svarade endast 19 procent av de tillfrågade islänningarna att de ansåg att ett isländskt medlemskap i EU vore något positivt ("a good thing"). 29 procent ansåg dock att Island som land skulle vinna på ett medlemskap.

## Ansökan om medlemskap
För att bli en medlem måste ett land först ansöka och sedan måste landet erkännas som ett kandidatland. För att det skall ske måste landet uppfylla det första av Köpenhamnskriterierna: kandidatlandet måste vara en politiskt stabil demokrati som representerar mänskliga rättigheter. Därefter kommer en förhandling att äga rum gällande om hur landets möjligheter är för att uppnå de ekonomiska kriterierna, hur väl anpassat landet är gentemot EU:s lagar och regler och om det skall finnas några undantag.
EU-kommissionären med ansvar för utvidgningsfrågor, Olli Rehn, har hävdat att förhandlingarna om ett medlemskap skulle komma att ta mindre än ett år eftersom Island redan har infört två-tredjedelar av EU:s lagar och regler, vilket gjordes i samband med landets medlemskap i EEA. Rehn har dock vid andra tillfällen talat om att förhandlingarna skulle kunna komma att ta upp till fyra år. EFTA-sekretariatet i Bryssel rapporterade dock år 2005 att Island hade tagit cirka 6,5 procent av EU:s regler i bruk till följd av att landets signering av EEA-avtalet. Det har även påpekats att även om EU:s samlade laghandlingar, det så kallade "acquis communautaire", innefattar närmare hundratusen laghandlingar, inkluderat tjugofemtusen regler och direktiv, sammantaget innefattar Islands totala antal laghandlingar dock endast omkring fem tusen lagar och regler.
Den 30 januari 2009 sade Rehn att då Island är en gammal demokrati skulle landet kunna bli medlem i EU utan fördröjning år 2011, samtidigt som Kroatien. Rehn påpekade dock att Island inte skulle komma att få någon särbehandling. Fiskkvoter och den isländska valfångsten tros vara de svåraste frågorna att hantera under de eventuella förhandlingarna.
Den 16 juli 2009 röstade Alltinget för att tillträdesförhandlingar skulle kunna inledas med EU (33 stödde, 28 var emot och två parlamentsledamöter avstod från att rösta). Ordföranden för parlamentskommittén för EU-frågor, Árni Þór Sigurðsson, har sagt att Island inte kommer att vara redo att gå med i EU förrän tidigast 2013. Regeringen har dock sagt sig planera för att avsluta förhandlingarna vid slutet av 2010.
Den 17 juli 2009 lämnade Islands ambassadör i Stockholm in ansökningshandlingarna för det isländska medlemskapet i EU in till den svenska regeringen, som vid tillfället höll ordförandeskapet för Europeiska unionens råd. Ansökan lämnades åter in av Islands utrikesminister till den svenska utrikesministern vid en ceremoni i Stockholm den 23 juli 2009. Ansökan var daterad till den 16 juli 2009. Ansökan bekräftades av Europeiska unionens råd den 27 juli 2009.

## Medlemskapsförhandlingarna och dess fortskridande
Innan förhandlingsstart
Sverige som vid tillfället höll presidentskapet för Europeiska unionens råd påannonserade att det skulle prioritera Islands tillträde till EU. Den 24 juli gav Litauens parlament enhälligt fullt stöd för Islands medlemskapsansökan för att bli medlem i EU. Fler länder följde snart.
I september 2009 besökte den spanska utrikesministern Island för att diskutera Islands ansökan och fortskridande gällande medlemskapet. Spanien var ordförande mellan januari och juni 2010. Den 8 september sände EU-kommissionen över en lista med 2 500 frågor till Island gällande dess uppfyllande av Köpenhamnskriterierna och dess antagande av EU:s lagar. Island sände tillbaka svaren till dem den 22 oktober 2009. Den 2 november valde Island ut en chefsförhandlare för de kommande medlemsförhandlingarna med EU: Stefán Haukur Jóhannesson, Islands ambassadör i Belgien.
I januari 2010 utvecklades tvisten om Icesave till ett problem. Storbritannien och Nederländerna vill att den isländska regeringen skall betala dem för de kostnader som uppkom då de betalade kostnaderna som deras medborgare drabbades av då de isländska bankerna gick i konkurs. Om Island inte betalar kan hinder skapas vid medlemskapsförhandlingarna av Storbritannien eller Nederländerna. Om Island går med på att betala Storbritannien och Nederländerna kommer den ökade skulden att försvåra möjligheten att införa euron (på grund av konvergenskriterierna), vilket är en av huvudanledningarna för Island att gå med i EU. Den spanska utrikesministern Miguel Ángel Moratinos då höll i ordförandeskapet i EU har sagt att tvisten om Icesave inte påverkar Islands ansökan. David Miliband, Storbritanniens utrikesminister, har bekräftat Storbritanniens fortsatta stöd för Islands ansökan. Den nederländska utrikesministern, Maxime Verhagen, har sagt att öppnandet av förhandlingarna inte kommer att stoppas på grund av Icesavetvisten men att det hela måste vara löst vid ett eventuellt medlemskap i EU.
I februari 2010 rekommenderade kommissionären för Utvidgning och grannskapspolitik Europeiska unionens råd att påbörja medlemskapsförhandlingar med Island.  Trots att det väntades att Island skulle komma i fråga att få officiell kandidatstatus vid EU-toppmötet i mars sköts detta på framtiden. Detta för att det tyska nationella parlamentet skulle kunna behandla frågan. Det tyska nationella parlamentet har auktoritet att debattera viktiga EU-policys såsom utvidgningar innan avgörande beslut tas av regeringen. Det tyska parlamentet röstade för en öppning av medlemskapsförhandlingar den 22 april 2010. Det Europeiska rådet beslutade i juni att förhandlingarna skulle starta, och den 17 juni 2010 gavs Island officiell kandidatstatus av EU. Detta skedde då EU:s ledare formellt godkände öppnandet av medlemskapsförhandlingarna.
Förhandlingarna
Själva förhandlingarna startade den 27 juli 2010.. Detaljförhandlingar i olika kommittéer om de olika kapitlen i EU:s sammanställning över direktiv mm påbörjades 15 november 2010. Först gjordes en noggrann genomgång av Islands lagstiftning och hur den uppfyller EU:s direktiv och andra regler, och detta pågick till juni 2011. Resultatet var att särskilt inom områden som ingår EES-avtalet följde Island EU-direktiven ganska bra, men inom en del andra områden avvek Island mycket. De mer problematiska områdena ansågs vara: Fria kapitalrörelser; Jordbruk och landbygd; Fiske; Skatter; Ekonomi och Valuta; Statistik; Finanskontroll. Ytterligare sex kapitel ansågs också problematiska. Därefter följde en process där Island antingen antar de direktiv som saknas eller förhandlar om undantag. Island uttalade sommaren 2011 att efter första halvåret 2012 då Danmark är ordförandeland, borde alla kapitel vara under förhandling eller avslutade. 
Förhandlingarna har gått trögare än väntat och i januari 2013 var 11 av 35 kapitel färdigförhandlade och ytterligare 16 under förhandling, och 6 inte påbörjade. Ingen av de 13 kapitel där Island i början bedömdes inte uppfylla EU:s direktiv var då avslutade. Det kanske politiskt mest känsliga kapitlet, fiske, var då inte öppnat. Inte heller kapitlet jordbruk, där det finns mycket regler och där Island inte varit förberett eftersom detta inte ingår i EES.
Regeringen beslutade i januari 2013 att tills vidare inte försöka öppna dittills oöppnade kapitel, som svar på en växande opinion att avbryta förhandlingarna. Valet i april 2013 vanns av Framstegspartiet och Självständighetspartiet. Den nya regeringen beslutade i maj 2013 frysa alla förhandlingar tills vidare.
Regeringen beslutade i februari 2014 söka ett parlamentsbeslut att formellt dra tillbaka ansökan. Det har inte blivit något parlamentsbeslut under 2014, men förslaget kvarstår. Islands regering meddelade EU 2015 att man ville avbryta förhandlingarna, dock utan att partamentet Alltinget beslutat det. Efter valet 2016 uttalade sig den nya regeringen om att återuppta förhandlingarna, vilket dock inte fick stöd, särskilt inte efter nyvalet 2017.